# Holbrook (Massachusetts)
Holbrook é uma vila localizada no condado de Norfolk no estado estadounidense de Massachusetts. No Censo de 2010 tinha uma população de 10.791 habitantes e uma densidade populacional de 566,09 pessoas por km².

## Geografia
Holbrook encontra-se localizado nas coordenadas 42° 08′ 56″ N, 71° 00′ 14″ O. Segundo o Departamento do Censo dos Estados Unidos, Holbrook tem uma superfície total de 19.06 km², da qual 18.78 km² correspondem a terra firme e (1.48%) 0.28 km² é água.

## Demografia
Segundo o censo de 2010, tinha 10.791 pessoas residindo em Holbrook. A densidade populacional era de 566,09 hab./km². Dos 10.791 habitantes, Holbrook estava composto pelo 82.8% brancos, o 8.96% eram afroamericanos, o 0.26% eram amerindios, o 2.91% eram asiáticos, o 0.03% eram insulares do Pacífico, o 2.36% eram de outras raças e o 2.68% pertenciam a duas ou mais raças. Do total da população o 4.39% eram hispanos ou latinos de qualquer raça.